# Helle Theil
Helle Theil Jensen (født 1964) er en tidligere dansk atlet som var medlem af Trongårdens IF og senere i Hellas Roskilde og Ballerup AK.
Helle Theils mor Inge Theil var dansk mester i håndbold 1956 med Frederiksberg IF.

## Internationale mesterskaber
- 1983 VM 4 x 100 meter 14. plads 45,04

(Holdet: Britt Hansen, Lisbet Nissen-Petersen, Helle Theil, Dorthe A. Rasmussen)

## Danske mesterskaber
- Bronze 1986 100 meter 12,13w
- Sølv 1985 100 meter 12,38
- Bronze 1982 100 meter 12,1w

Danske juniormesterskaber -20 år
- Guld 1983 100 meter 12,1
- Guld 1982 100 meter 12,3
- Guld 1982 200 meter 25,5

## Danske rekorder
- 4 x 100 meter: 45,04 10. august 1983

## Personlige rekorder
- 100 meter: 12,13 1987